# 元氏县
37°45′56″N 114°31′10″E / 37.76556°N 114.51944°E
元氏县是中华人民共和国河北省石家庄市所辖的一个县，位於河北省中南部。西倚太行山與井陘縣接壤，西南鄰贊皇縣，南與高邑縣相接，東部與趙縣、欒城區相鄰，北與鹿泉區相鄰。東西向39公里。縣人民政府駐常山路89號。
元氏县是中國自古至今沿用古名称从未改名的古縣之一。西汉时期是恒山郡之治所，战国时期赵国公子元以此地为封地，因此称为元氏，之后此地在中国历史上的不同时期均被不同政权所治。中国抗日战争之后，元氏县先后曾与获鹿县（今鹿泉区）与高邑县合并，也曾与赞皇县并入，后于1962年3月元氏县恢复原建制。1993年6月30日，河北省成立了新的石家庄市人民政府，元氏县归属石家庄市，成为市辖县至今。2011年，元氏县被联合国地名专家组中国分部命名为“千年古县”。

## 历史

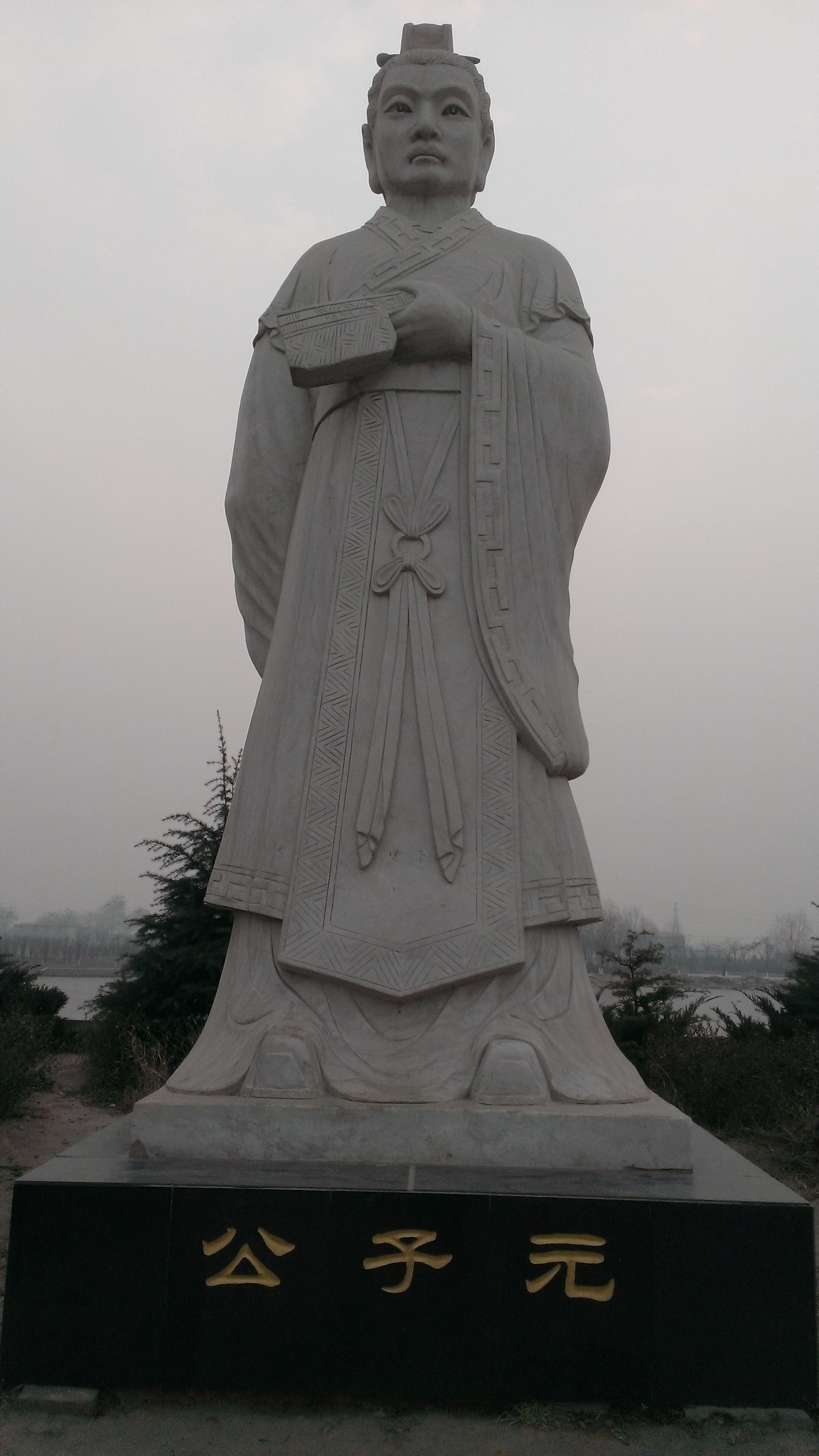
位于元氏公园内的公子元雕像

### 古代
上古时期，元氏一带是黄帝之子玄嚣的降居地，也称为青阳，迁居于泜水河边。
夏朝时属于冀州，周朝时属于并州。
春秋时期，元氏县属鲜虞国于晋国之中。
战国时期，元氏县后属中山国，后被三家分晋，又軧国废于元氏县。中山国被赵国所灭，元氏属赵国之后，公子元食采于封龙山，而封邑于此，今县治西北二十里的故城，由此该地得“元氏”名称。秦兼并赵国之后设郡，元氏属钜鹿郡。
西汉时期，元氏县为恒山郡治所。西汉初年（前204年）汉高祖刘邦设置元氏县，属恒山郡，郡治设在元氏县，后属真定县。后为避汉文帝刘恒之讳而改称常山郡，汉景帝时期改称常山国。东汉光武帝建武十三年（37年）将真定国并入常山郡，之后郡改称常山国，与周围中山国、赵国、钜鹿郡之间的辖境发生一定变化，统县减少到13个，但治所仍在元氏县。
三国时期，常山郡西南分置乐平郡，元氏县归属赵国，范围进一步缩小，郡治迁移回汉初的真定县（今正定县）。西晋时期，元氏县也归属赵国，此时统县减少到8个，不过恒山仍在境内上曲阳县西北。
南北朝时期，元氏属魏国冀州部常山郡，郡治迁至真定。魏太和六年（232年），封常山郡为赵国，元氏改属赵国。北魏时期，元氏改属赵郡。北齐天宝五年（554年），废元氏县。
隋朝时期，隋文帝六年（586年）又置元氏县，属赵州，县城位于槐河北岸（今槐阳镇名称由来）。
唐朝，元氏也属赵州。五代十国时期，后梁时属赵州、后周时改属镇州。宋朝庆历八年（1048年）改镇州为真定府。元朝时期，元氏县隶属真定路。明朝及清朝，元氏均属直隶真定府。

### 近现代
中華民國建國之後，民国二年（1913年）元氏县属范阳道。民国三年（1914年）范阳道改保定道。民国十七年（1928年）改为省，此时元氏县直属中华民国河北省。民国二十六年（1937年），河北省化为17个行政督察区，元氏属第12行政督察区。
中国抗日战争时期，1938年9月成立冀南行政主任公署第一专署，元氏县属于该专署。1940年9月，元氏县归属晋察冀边区冀中区。1941年1月，元氏县改属晋冀鲁豫边区太行区一专区。1943年1月，获鹿县路南区域并入元氏县，两县并称“元获县”。第二次国共内战时期，元氏县仍属太行区一专区。1945年，河北省高邑县、赞皇县、元氏县以三县首字为名取名“高赞元联合县”。1946年划归太行解放区。
1947年12月，元氏县全境属中国共产党，1949年5月，元氏县划归邢台专区，同年8月划归石家庄专区。1958年，高邑县与元氏县两县再合置，行政中心在今河北省元氏县槐阳镇，同年又与赞皇县合并改设元氏县。1960年5月，石家庄专区撤销，元氏县改属石家庄市。1961年石家庄专区再次复设，元氏县重回。1962年3月，元氏、赞皇、高邑三县分制，元氏县恢复原建制。
2009年6月，由於該縣城管違規向“黑出租车”司機過多收取停車費，導致出租车集中停放的該縣文化宮廣場發生群體性事件。事後石家莊紀委下令裁撤該縣城管，卻造成該縣小販雲集，出現類似“清明上河圖”的繁榮景象。2010年初，該縣重新組建城管，但其職能已大大弱化。
2010年8月1日下午，元氏县井元公路南佐镇路段發生铲车冲撞事件。一名铲车司机驾驶铲车多次冲撞路人、车辆与房屋，最终造成数十人死伤。

## 行政区划
元氏县下辖8个镇、7个乡：
槐阳镇、殷村镇、南佐镇、宋曹镇、南因镇、姬村镇、北褚镇、马村镇、东张乡、赵同乡、苏村乡、苏阳乡、北正乡、前仙乡和黑水河乡。
其中的北褚镇於2014年4月30日由乡改为镇。

## 人口
根據第七次人口普查數據，截至2020年11月1日零時，元氏縣常住人口為392710人。

## 地理
元氏县位于太行山脉东、河北省中南部，东西向39千米，南北向28千米，总面积849平方千米，城区面积11.82平方千米。距离河北省省会石家庄市约30千米，属近郊县。2014年9月，石家庄市将栾城县划为市辖区栾城区，自此元氏县成为石家庄市南部的第一个县。

### 地貌
元氏县整体地势呈“西高东低”的形态，西部地区为山区，占地面积289.8平方公里；中部地区属丘陵地带，占地面积86.1平方公里；东部地区以平原为主，占地面积305.1平方公里。城区整体位于平原地带。主要山峰有封龙山、磨寨山。磨寨山是境内最高点，海拔1136米，位于元氏县西部与井陉县交界处。境内最低点位于建安村，海拔48米。
元氏县没有天然湖泊。境内有潴龙河、槐河两大河流，但由于八一水库与赞皇县的白草坪水库的建立导致两条河流处于干涸状态。

### 气候

#### 气温
元氏县属暖温带半湿润大陆性气候，四季分明。全县年平均气温11℃－13℃。极端最高气温42℃、最低气温-25.3℃。年平均日照2623小时，无霜期192天。

#### 降水
全县年均降水529.5毫米。时间分布上，年降水量最多1137.4毫米，最少199.9毫米。空间分布上，低山区降水量多于平原区。旷村一带年均降水567毫米为最多，万年一带年均降水411毫米，为最少。每年5至9月为雨季，10月至次年4月为旱季。

## 交通
新元高速公路（原京港澳高速公路）纵穿元氏县南北，为该县境内唯一一条高速公路，其次还有107国道途经该县。此外石家庄市至邢台市的石邢公路元氏段于2011年开始拓宽工程，2014年底整体完工，成为一级公路。
京广铁路在元氏县设有火车站，为该县境内唯一一座火车站。

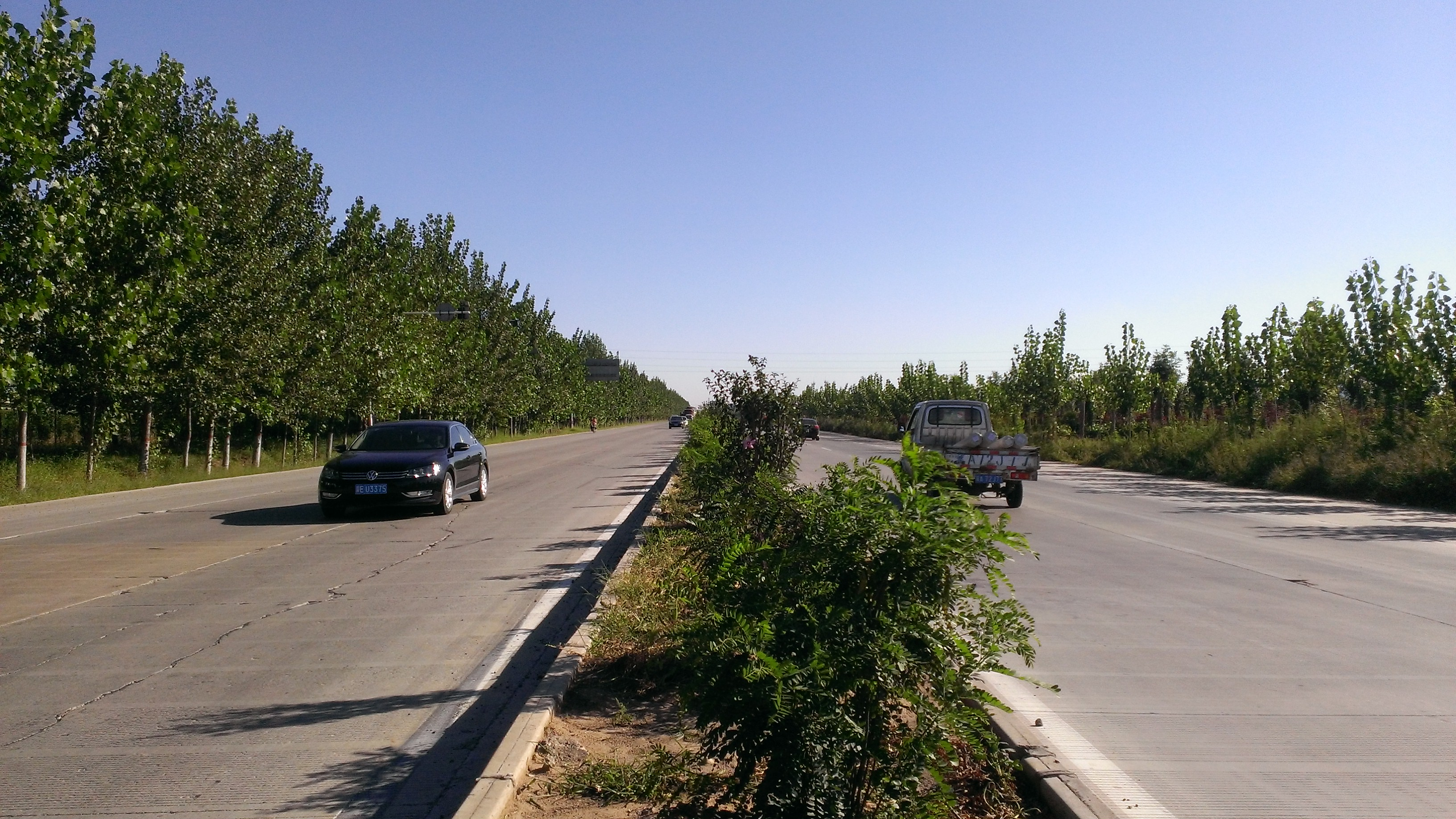
石邢公路
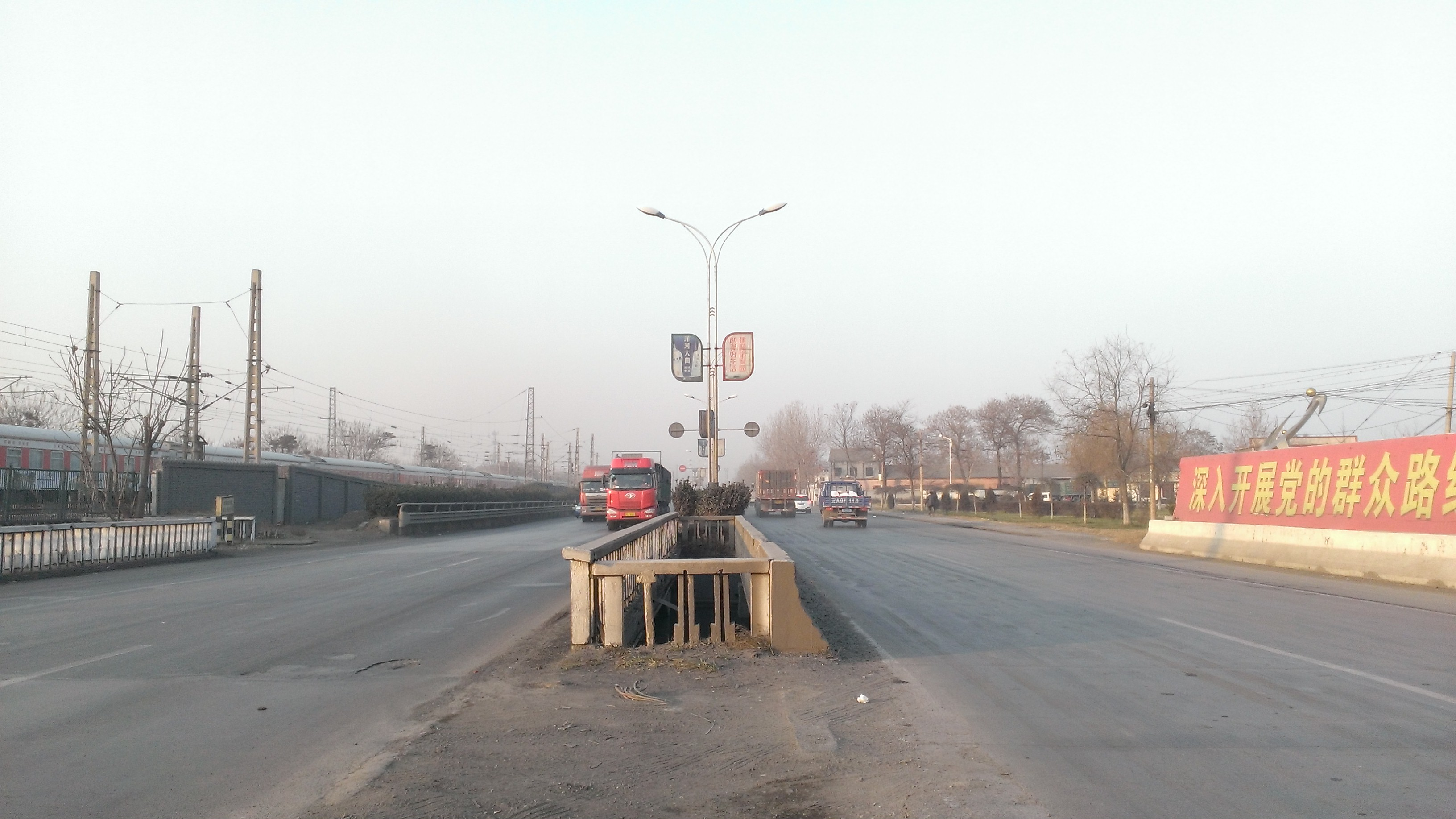
107国道
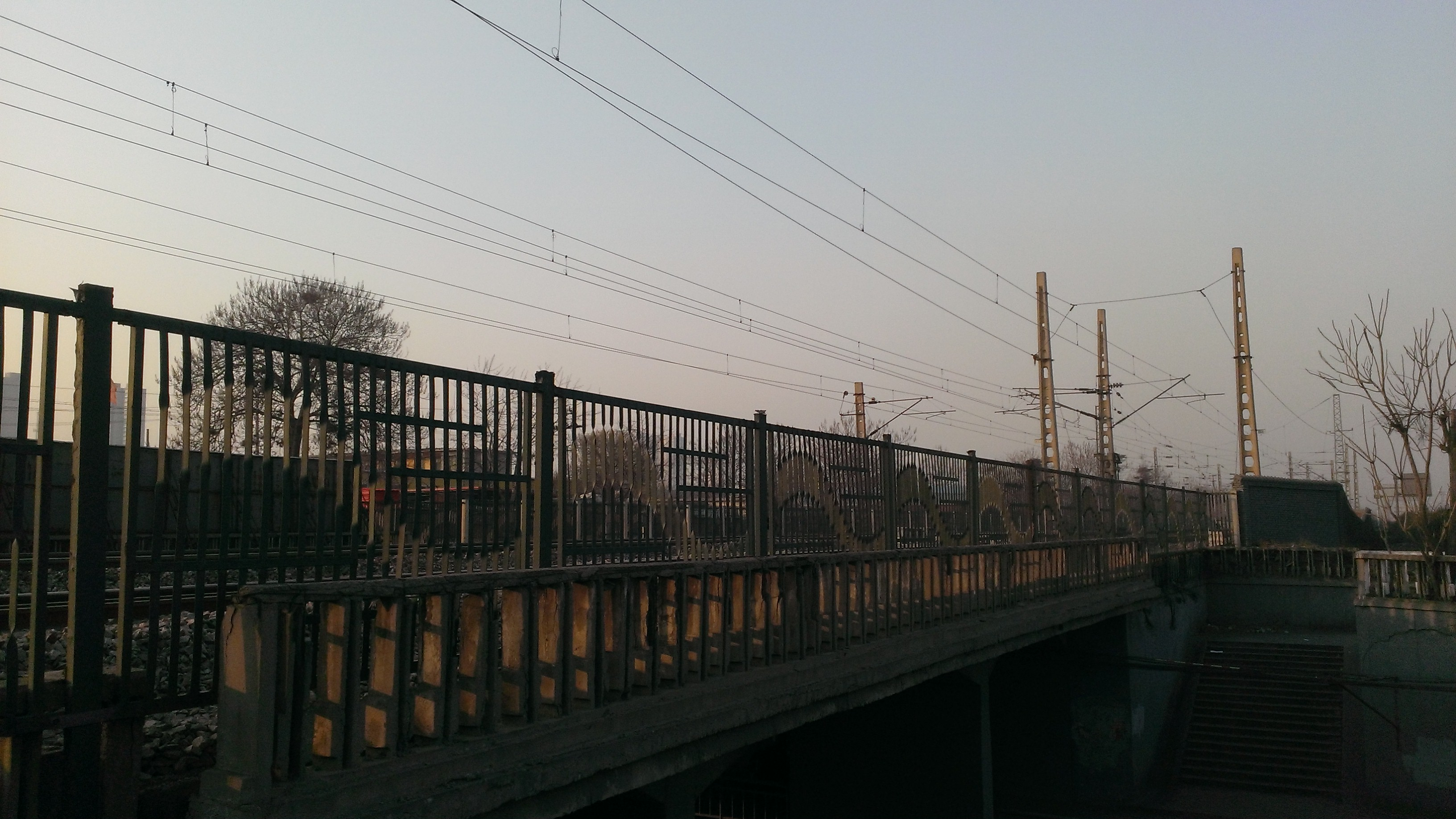
京广铁路
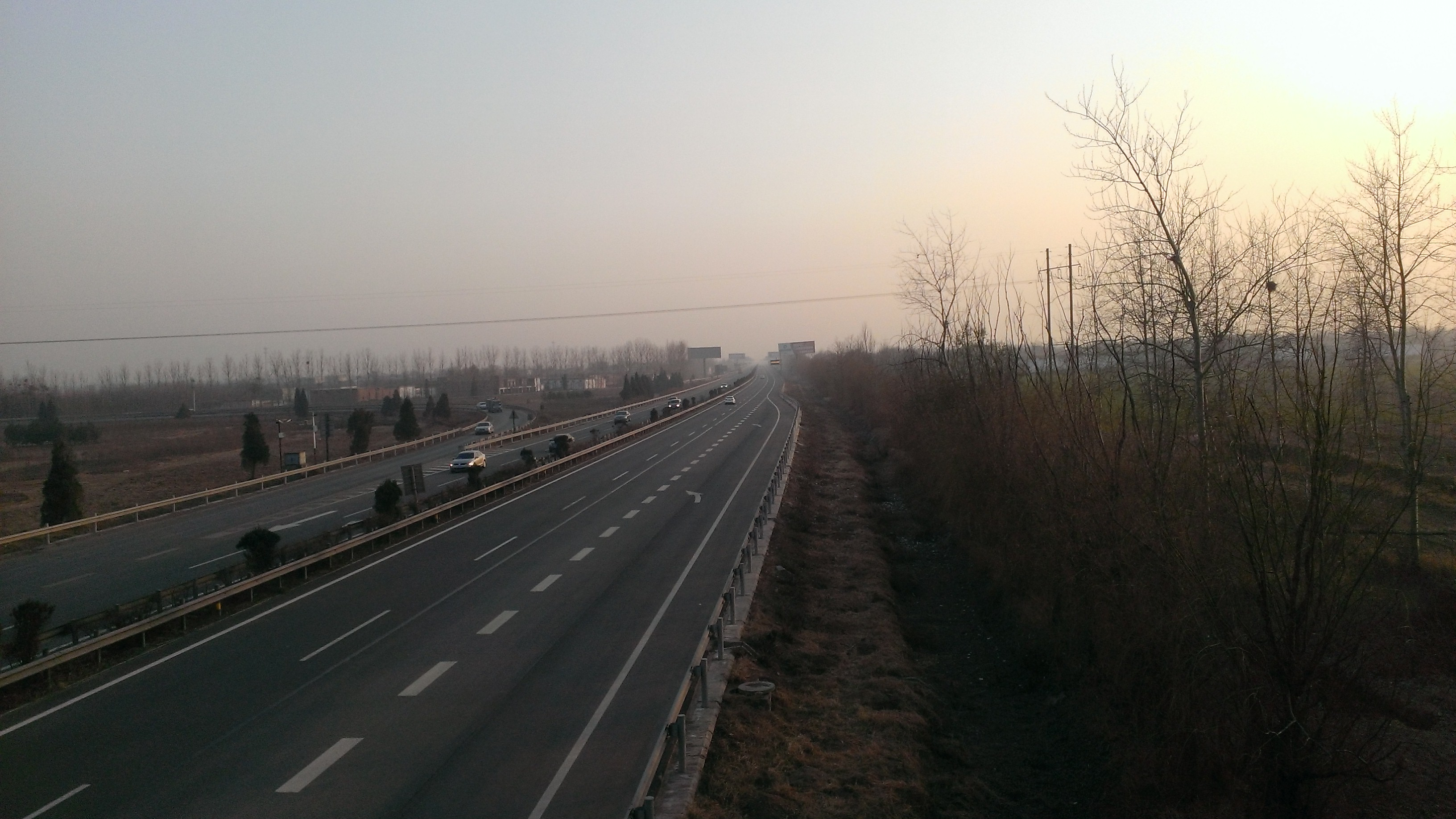
新元高速公路

## 经济
第九个五年计划期间，元氏县国民经济保持较快增长。到了末期，国内生产总值（GDP）达到31.7亿元，年均增长达13.8%，2001年达到33.9亿元，其中，第一、二、三产业增加值年均增长分别达到11.2%、14%和15.3%。财政收入年均增长18.6％，2001年达到1.1亿元。城镇居民人均生活费收入和农民人均收入年均分别增长9.4%和9%。

## 文化

### 方言
元氏县方言的内部差异明显，最大差异在于西部山区与东部平原之差。县城西部由于交通不便、经济较东部落后、与外界接触较少，故其语言较多保留了最初的元氏方言；而县城东部由于交通便利、与外界沟通较多，故其语言受普通话的影响较多，虽语调接近方言，但用词方面略接近于普通话。

### 戏曲
元氏县龙正村李氏家族拥有流行于当地的一种民间戏曲“乐乐腔”，表演形式与京剧、评剧、河北梆子等剧种类似，但其唱腔较为独特并且未有发现与现存的任一剧中有很深的渊源。
乐乐腔虽唱腔独特，但其文字记录甚少，几乎只有口传。先前演出的老演员现在已经相继逝世，而新一代对其积极性并不高。故此一些专家提议应对该剧种加以抢救，否则可能会永久消失。

## 文物
元氏县的北白楼村遗址、西张村遗址及后来的李村商代遗址等可以证明元氏的历史可追溯至新石器时代，1978年和1982年文物工作者在西张村先后发现两座西周时期的古墓，出土了青铜器34件、玉器5件，其中包括汉代陶井遗迹和大攸鼎，叔父鼎、攸鼎、臣谏簋、叔父卣4件青铜器。工作者在其中的5件青铜器上发现了铭文，但其铭文约四分之一的字现今早已不通用。
2006年5月25日，位于元氏县殷村镇故城村的常山郡故城被列入第六批全国重点文物保护单位。南水北调中线施工时期，原规划中途经该遗址。正巧在前期勘测中，国家文物局到故城村调研视察得知这一情况之后立刻上报中华人民共和国国务院，之后南水北调工程线路在原遗址几百米外绕城一圈得以改线，使得拥有2000多年历史文化的遗址被完整保留。

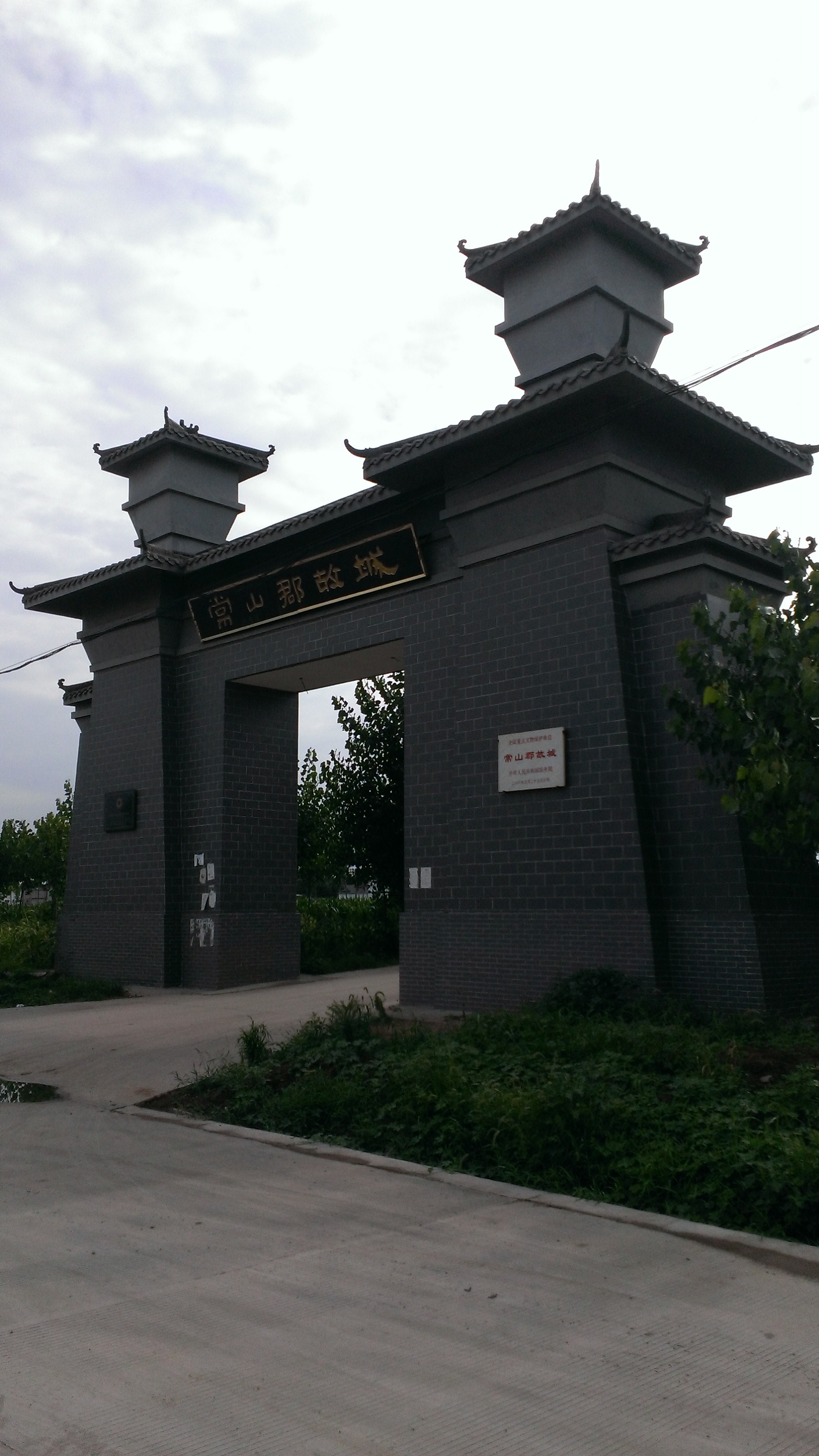
常山郡故城入口
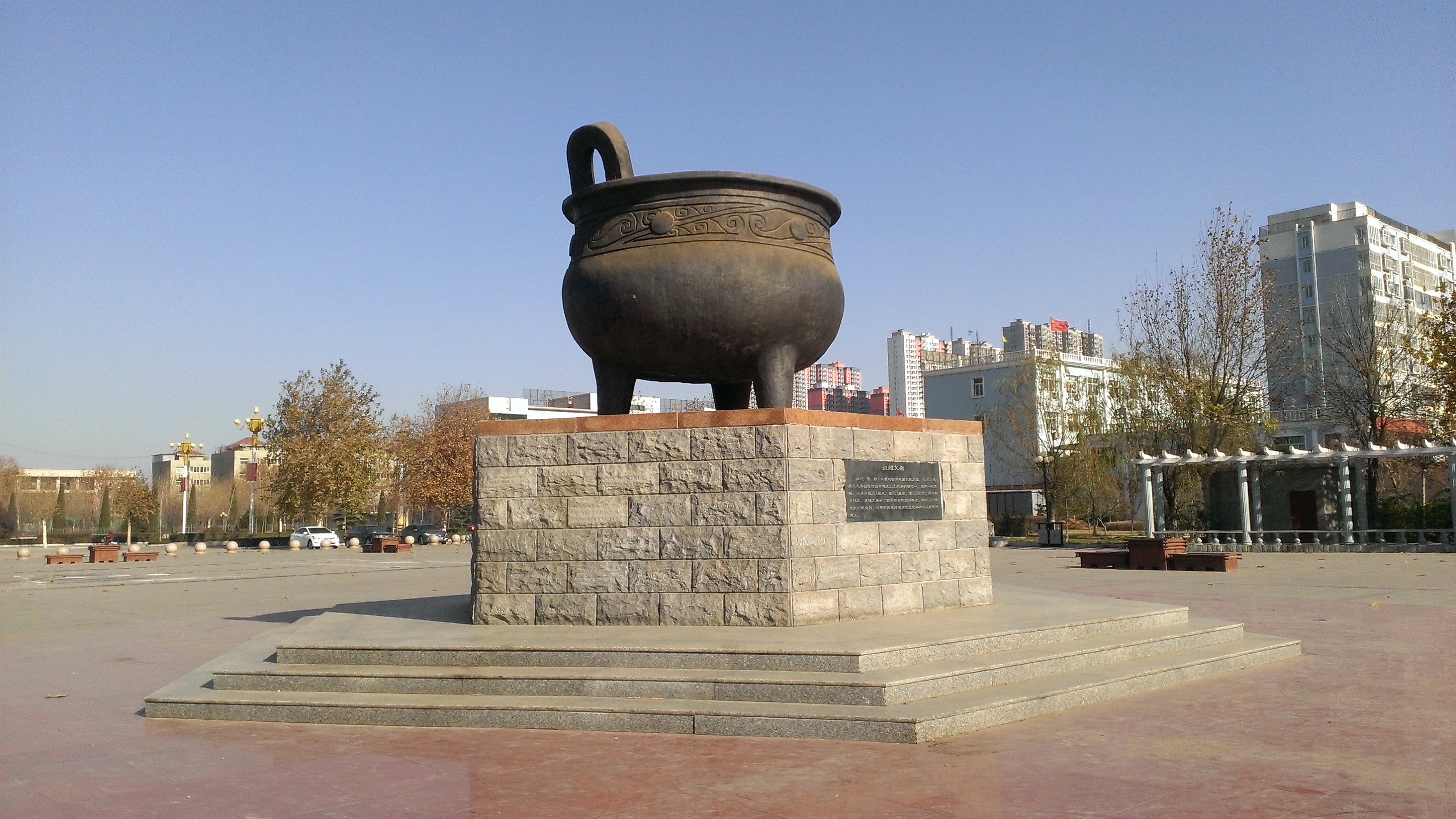
元氏縣常山广场的叔父鼎模型